# 52649 Chrismith
52649 Chrismith è un asteroide della fascia principale. Scoperto nel 1997, presenta un'orbita caratterizzata da un semiasse maggiore pari a 3,0379172 UA e da un'eccentricità di 0,0574900, inclinata di 9,14913° rispetto all'eclittica.